# Зекцер Йосип Абрамович

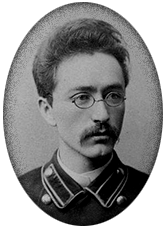
Йосип Зекцер (1891)

Йо́сип (Іосиф) Абра́мович Зе́кцер (* 23 червня 1867, Вінниця, Поділля — †1933, Київ, УРСР) — український інженер-технолог й архітектор єврейського походження, забудовник Києва в період з кінця 1890-х — до середини 1920-х років.

## Біографія

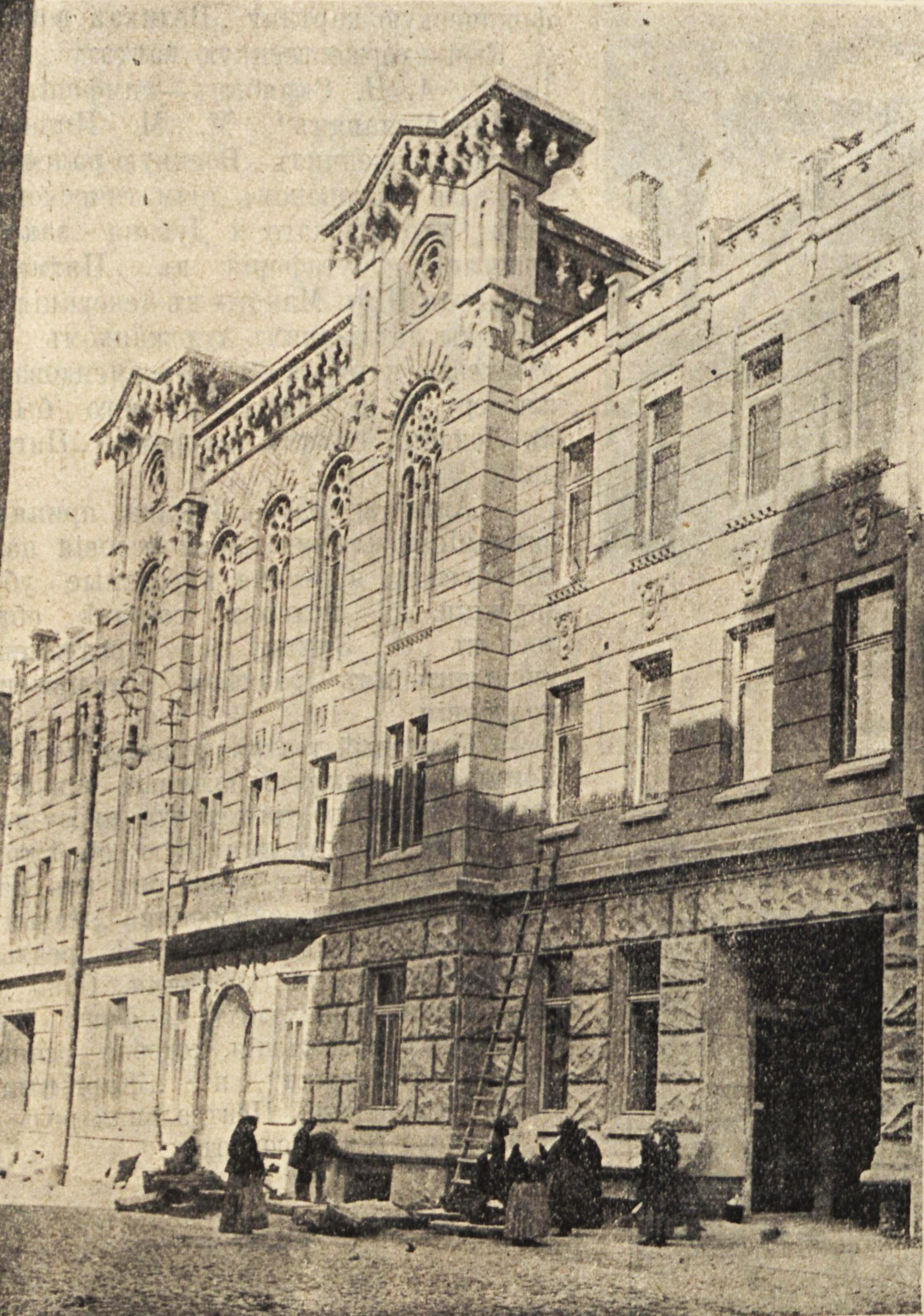
Будинок Київського Товариства невідкладної допомоги, вул. Рейтарська, 22 (фото 1914)

Йосип Зекцер народився в 1867 році на Поділлі (Вінниччина) в єврейській релігійній родині.
Навчався у Вінницькій гімназії. Попри бажання батьків зробити з молодого Йосипа рабина, той вибрав освіту інженера-технолога, яка за тодішнім законодавством, надавала право проводити будівництво. У 1891 закінчив хімічне відділення Харківського практичного технологічного інституту із званням інженера–технолога. Саме для покращення архітектурних навичок й отримання досвіду в містобудуванні, інженер Йосип Зекцер вирушає у навчальне стажування за кордон — він жив і працював у Парижі, Берліні та Відні.
Після повернення до Російської імперії Зекцер починає приватну будівничу практику у Вінниці. У 1897 році 30-річний Зекцер вже з 5-річним досвідом будівництва переїжджає до Києва, якому присвятив себе до кінця свого життя. У Києві він відкрив технічно-будівельне бюро і почав практику приватного архітектора. Найактивнішим періодом життя Й. Зекцера у творчому плані стали 1901—1914 роки, коли він звів більшість своїх будинків.
Жовтневий переворот 1917 року і подальші буремні події фактично припинили комерційне будівництво в Києві. Проте Йосип Зекцер не порвав з архітектурою, працюючи на різних посадах у різних містах, зокрема у Києві на посаді завідувача ремонтно-будівельного підвідділу комунальних установ міста.
1933 року життя Йосипа Зекцера трагічно перервалось — він потрапив під колеса трамваю. Архітектора відвезли у будинок Київського Товариства невідкладної допомоги (будівля, яку він сам проектував). За словами дочки Зекцера, останні слова перед операцією були: «Я багато будував, нехай будують інші». Він відмовився від маски з наркозом і невдовзі помер.

## Творчість
Йосип Зекцер є одним із забудовників центральної (тепер) частини Києва на межі XIX — ХХ сторіч, в період, коли місто дуже активно розвивалося, фактично визначивши «обличчя» Києва. Чимало будівель по вулиці Саксаганського зведені саме за проектами Зекцера. Архітектурні стилі, в яких працював архітектор, — звичні для тогочасного Києва еклектизм і модернізм, а також деякі рідкісніші (наприклад, венеційська готика).
Як і більшість колег, Йосип Зекцер спеціалізувався на комерційному будуванні, а саме будинки (часто прибуткові) значних підприємців міста (будинок Іллі Закса, сина цукрозаводчика, вул. Хрещатик, 6; прибутковий будинок чеського підприємця Карла Баксанта, вул. Євгена Чикаленка, 21; будинок Гронфайна, торгівця сільсько-господарською технікою, вул. Саксаганського, 33-35 тощо), представників інтелектуальної еліти, лікарів, правників, артистів (Будинок співака Каміонського, вул. Саксаганського, 58; Будинок лікаря Каміонського, вул. Саксаганського, 72; Будинок правника Богрова, бульв. Шевченка, 4); також виконував Зекцер замовлення від міста, зокрема, він спорудив комплекс будівель Київського Товариства невідкладної допомоги (вул. Рейтарська, 22).
Багато в чому Зекцер спромігся випередити своїх конкурентів. Він вільно володів цілим арсеналом художніх стилів, і застосовував їх в залежності від ситуації, доцільності і, звісно, побажань й уподобань замовників. Відмітною рисою Зекцера стало найраціональніше використання ділянки забудови і житлової площини, знання і навички про що він безперечно почерпнув, стажуючись в європейських столицях. Справжньою візитівкою архітектора стали вільні планування всередині будинків.

## Проекти
- Прибутковий будинок архіт. Я. Кривцова на вул. Десятинній № 13 (1890-і роки),
- Прибутковий будинок Богрова на бульварі Тараса Шевченка № 4 (1901),
- Прибутковий будинок І. Роговської на вул. Великій Житомирській № 8-б (1903—1904),
- Прибутковий будинок лікаря О. Каміонського з флігелем на вул. Саксаганського № 72, № 72-б (1906—1914),
- Прибутковий будинок на вул. Ярославів Вал № 4 (1907—1908),
- Прибутковий будинок Леонтовича на вул. Михайла Грушевського № 16 (1908),
- Прибуткові будинки К. Баксанта на вул. Євгена Чикаленка № 21, № 21-б (1909—1910),
- Прибутковий будинок Б. Мороза на вул. Володимирській № 61/11 (1910—1912),
- Прибутковий будинок Б. Гронфайна на вул. Саксаганського № 33-35/30 (1910—1911),
- Торговий будинок І. Закса на вул. Хрещатику № 6 (1910—1913, співавтор Д. Торов),
- Прибутковий будинок Ю. Цибульського на вул. Шота Руставелі № 23 (1911),
- Будинок готелю «Palast-Hotel» на бульварі Тараса Шевченка № 7 (1911—1912),
- Прибутковий будинок О. Каміонського на вул. Саксаганського № 58 (1913—1914),
- Комплекс споруд Товариства швидкої медичної допомоги на вул. Рейтарській № 22 (1913—1915).